# 起渡船
起渡船（おこしとせん）は、木曽川で運航されていた渡し船である。起の渡しとも称する。
愛知県の県指定史跡での名称は起渡船場である。

## 概要
愛知県尾西市起（現在の一宮市起）と岐阜県羽島市正木町新井の間の木曽川で運航された渡船である。濃尾大橋の上流に位置していた。
江戸時代、起渡船は旧・美濃路（美濃街道）上にあることもあり、多くの利用者があった。そのため、渡船場は上流から定渡場（通称：「上」）、宮河戸（通称：「中」）、船橋河戸（通称：「下」）の3か所設置された。その中で一般に広く使用されたのは定渡場である。船橋河戸は将軍の上洛や江戸帰還時、朝鮮通信使などの通行の際に船を繋ぎ止め、その上に板を渡し、船橋（全長850m、使用船約270艘、使用板数約3000枚）を架けていた。
定渡場は濃尾大橋の上流約250m、宮河戸は濃尾大橋の下流約100m、船橋河戸は濃尾大橋の下流約300mに位置していた。船橋河戸は大正時代後期から駒塚渡船の航路となっている。
一宮市起の金刀比羅社、大明神社などに起渡船の石碑、案内板がある。また、羽島市正木町新井には石燈台（明和7年（1770年）の銘）がある。

## 歴史
- 1601年（慶長6年） - 脇往還の美濃路（美濃街道）の渡船となる。
- 1919年（大正8年） - このころの運賃は4銭。
- 1920年（大正9年） - 愛知県営の渡船となり、無料化される。
- 1956年（昭和31年） - 濃尾大橋の開通により廃止。